# Znanost u 1901.
◄◄ | ◄ | 1898. | 1899. | 1900. | 1901.  | 1902. | 1903. | 1904. | ► | ►►
Arhitektura • Astronomija • Biologija • Film • Fotografija • Glazba • Kazalište • Kemija • Kiparstvo • Knjige • Književnost • Kršćanstvo • Meteorologija • Medicina • Planinarstvo • Politika • Pravo • Promet • Slikarstvo • Strip • Šport • Televizija • Znanost • Zrakoplovstvo • Željeznički promet
Znanost u 1901.

## Svijet

### Rođenja
- 16. prosinca − Margaret Mead, američka kulturna antropologica († 1978.)

## Vanjske poveznice
|  | Zajednički poslužitelj ima još gradiva o temi Znanost u 1901. |